# Predrag Marković (piłkarz)
Predrag Marković (ur. 1 sierpnia 1930, zm. 19 grudnia 1979) – serbski (jugosłowiański) piłkarz występujący podczas kariery zawodniczej na pozycji napastnika.
W reprezentacji jedyny raz wystąpił 17 października 1954 roku w meczu z Turcją (5:1) i zdobył jedną bramkę. Był wówczas zawodnikiem OFK Beograd, w barwach tego klubu w sezonie 1954/1955 był królem strzelców ligi z 20 bramkami na koncie (ex aequo z Kostą Tomaševiciem i Bernardem Vukasem). Grał również m.in. w FK Crvena zvezda i FK Budućnost.